# Alin Berescu
Alin Berescu (ur. 14 kwietnia 1980 w Timișoarze) – rumuński szachista, arcymistrz od 2007 roku.

## Kariera szachowa
Wielokrotnie reprezentował Rumunię na mistrzostwach świata i Europy juniorów w różnych kategoriach wiekowych, zdobywając dwa medale: srebrny (1990, Fond du Lac, MŚ do lat 10) oraz brązowy (1991, Warszawa, MŚ do lat 12). W 1996 zdobył w Sutomore złoty medal na olimpiadzie juniorów (do lat 16). Jest trzykrotnym medalistą indywidualnych mistrzostw Rumunii: dwukrotnie złotym (2004, 2005) oraz brązowym (2007).
Do swoich sukcesów w turniejach międzynarodowych zaliczyć może dz. III m. w Eforie Nord (2001, 2007), I m. w Timisoarze (2004), I m. w Pilźnie (2004), dz. II m. w Bukareszcie (2004, 2005), III m. w Aradzie (2006), dz. III m. w Predeal (2006), dz. I m. w Jassach (2006, wspólnie m.in. z Constantinem Lupulescu i Władimirem Małaniukiem), dz. I m. w Bukareszcie (2007, wspólnie z Wadimem Szyszkinem, Constantinem Lupulescu i George-Gabrielem Grigore), dz. I m. w Băile Felix (2007, wspólnie m.in. z Mariusem Manolache i Andreiem Murariu), dz. II m. w Starej Pazovie (2007, za Aleksandarem Kovaceviciem, wspólnie z Bosko Abramoviciem).
Najwyższy ranking w dotychczasowej karierze osiągnął 1 maja 2012 r., z wynikiem 2516 punktów zajmował wówczas 12. miejsce wśród rumuńskich szachistów.